# نوربرتو ماوريتو
نوربرتو ماوريتو (بالبرتغالية: Norberto Mulenessa Maurito‏)، من مواليد 24 يونيو 1981 في لواندا في أنغولا، لاعب كرة قدم أنغولي.
بدأ مسيرته الكروية مع نادي ليريا البرتغالي في موسم 2003/2004، وفي موسم 2004/2005 انتقل إلى نادي الجزيرة الإماراتي، وفي عام 2005 انتقل إلى نادي الوحدة الإماراتي، ولعب معهم حتى عام 2007، ومنذ عام 2007 وهو يلعب مع نادي الكويت. و هو يلعب مع منتخب أنغولا لكرة القدم.

## روابط خارجية
- نوربرتو ماوريتو على موقع قاعدة بيانات كرة القدم.إي يو (الإنجليزية)
- نوربرتو ماوريتو على موقع ناشيونال فوتبول تيمز (الإنجليزية)